# Tliltocatl albopilosus
Tliltocatl albopilosus (Syn.: Brachypelma albopilosum), selten auch Kraushaar-Vogelspinne genannt, ist eine mittelamerikanische Vogelspinne aus der Gattung Tliltocatl. Ihr Verbreitungsgebiet sind die Staaten Costa Rica, Venezuela, Guatemala, Nicaragua und Honduras. In Nicaragua ist sie sehr zahlreich verbreitet und gilt als Kulturfolger.

## Aussehen
Die Spinne hat eine dunkelbraune Grundfärbung und besitzt auf dem Carapax einen leicht goldenen Schimmer. Die Beine, die Taster und das Opisthosoma haben hellbraun, gekräuselte Haare. Ausgewachsene Weibchen werden ca. 8 cm lang (gemessen von den Beißklauen bis zu den Spinnwarzen). Sie hat Abdominalbrennhaare auf dem Opisthosoma, welche sie bei Gefahr mit den Hinterbeinen abstreifen oder als Schutz vor Raubtiernasen in das Gespinst einarbeiten kann.

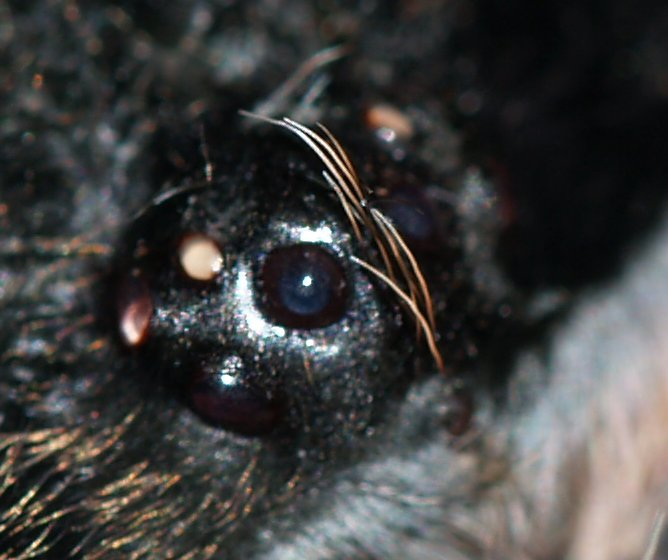
Teil des Augenhügels von Tliltocatl albopilosus
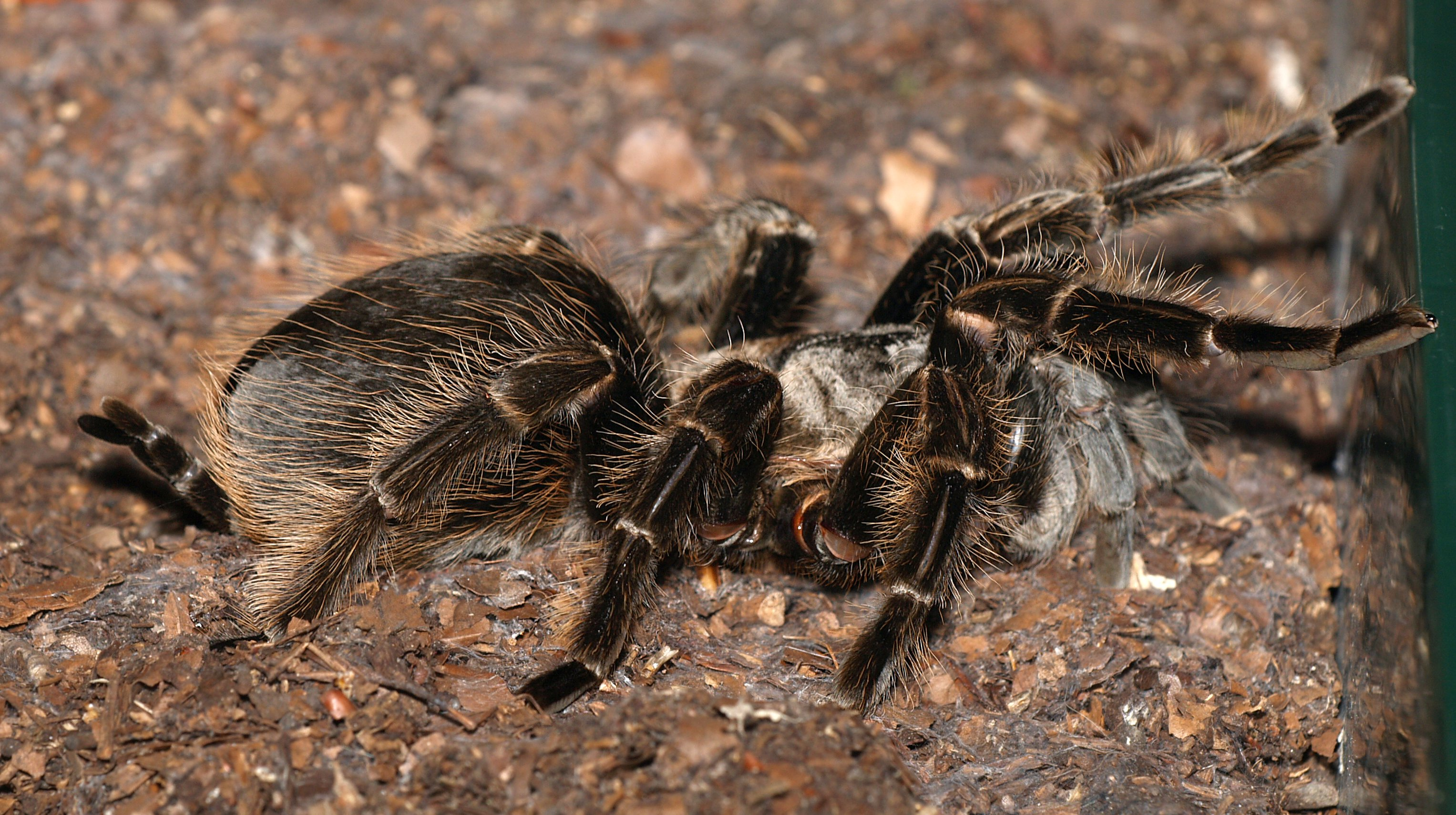
Ein Weibchen von der Seite
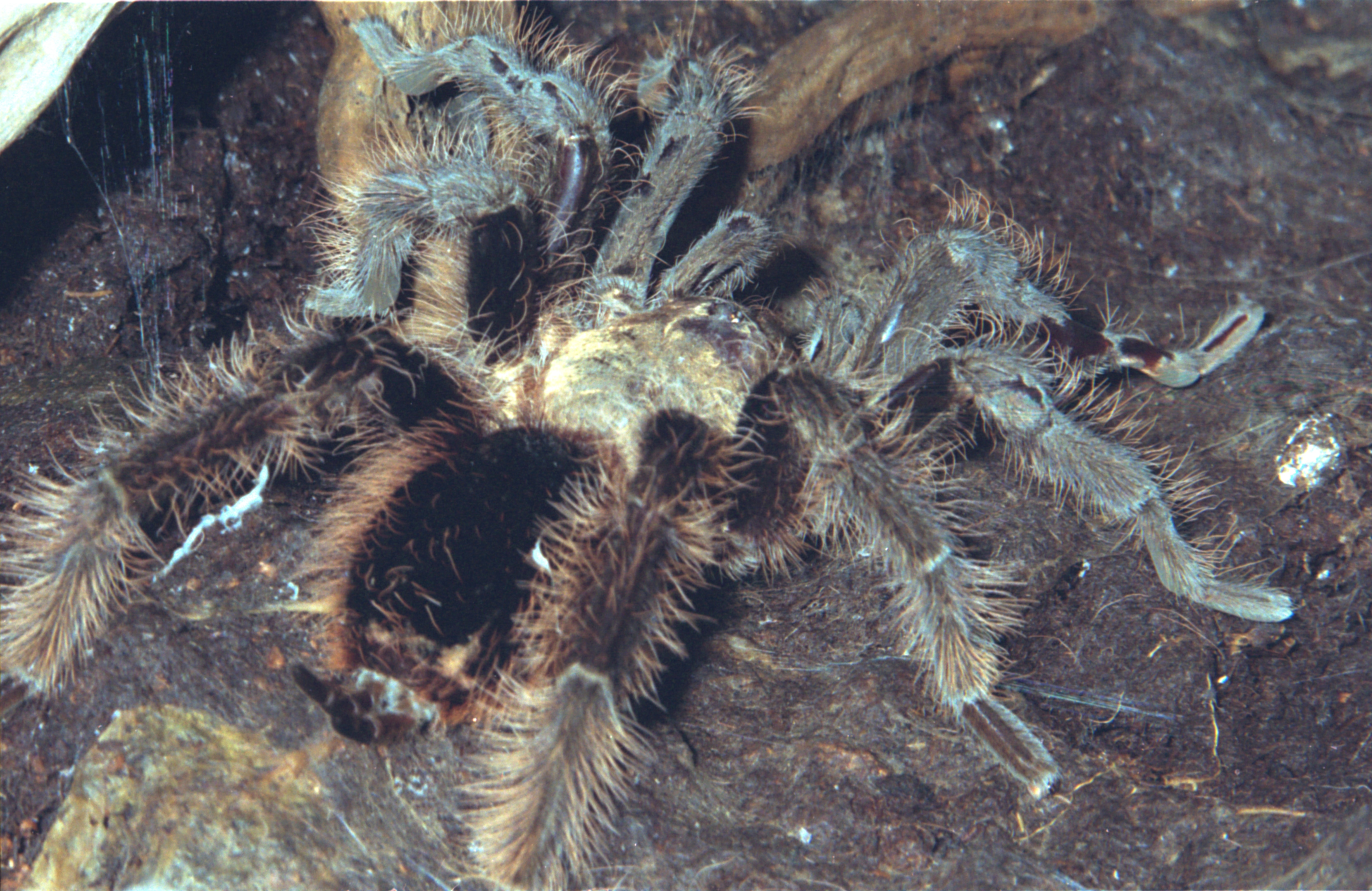
Männchen
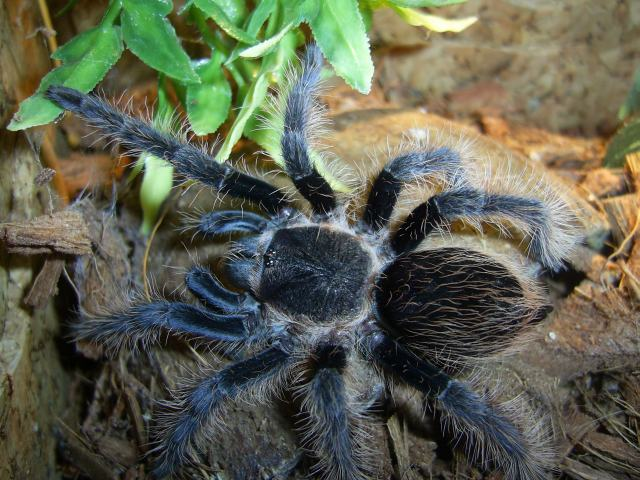
Jungtier
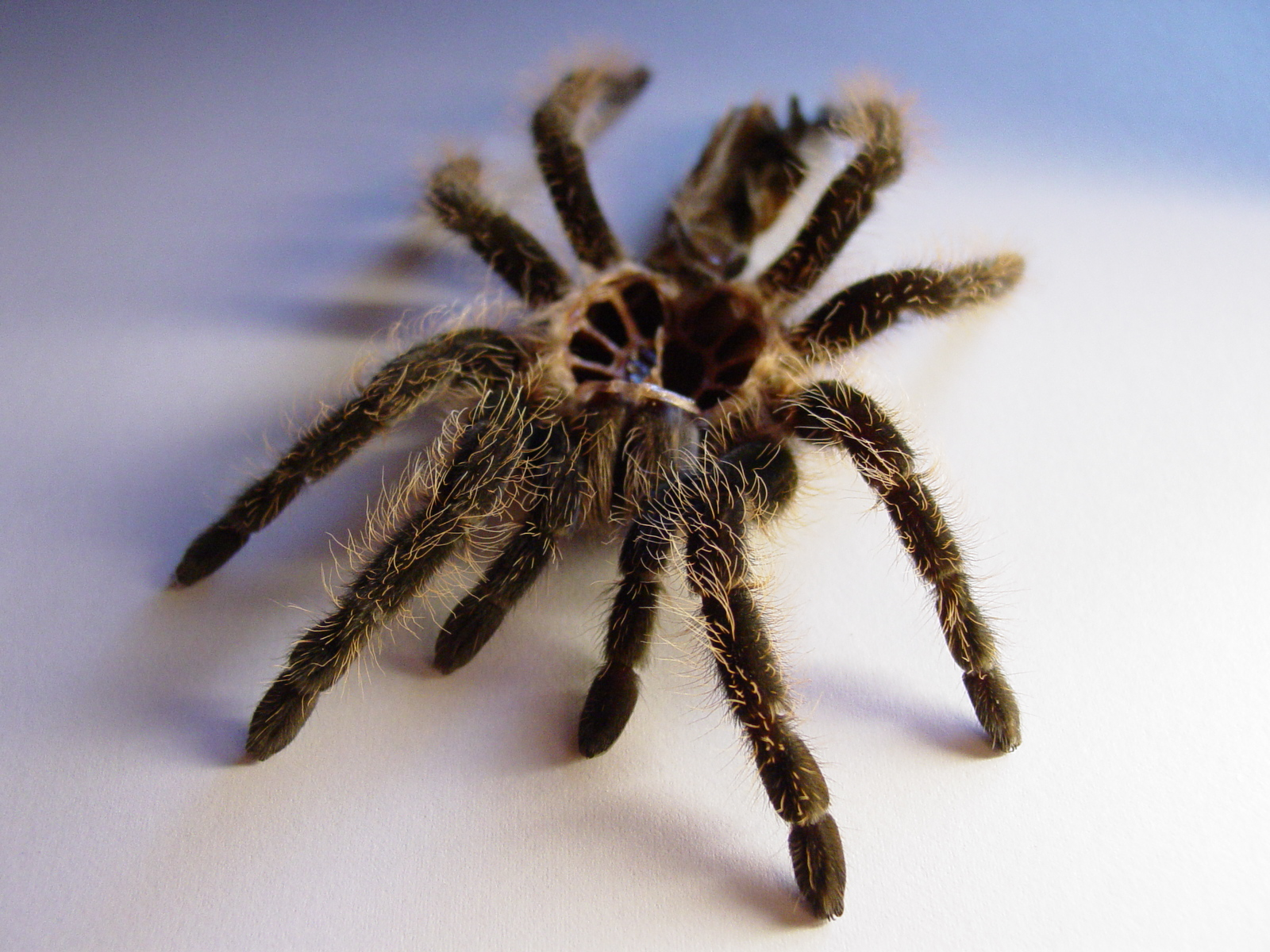
Exuvie

## Verhalten
Sie gräbt erdnahe Löcher ins Erdreich oder versteckt sich unter abgefallenen Rindenstücken oder Wurzeln. Gegenüber Menschen verhält sich diese Spinne ruhig, unbeeindruckt oder leicht defensiv. Als beliebte Abwehrmethode wird das Schleudern von Abdominalbrennhaaren gegen den vermeintlichen Angreifer gewählt. Ein Biss ist äußerst selten und führt wahrscheinlich zu keinen Reaktionen.

## Nahrungsaufnahme
Als Nahrung nimmt diese Spinne alle möglichen Kleintiere von Insekten bis zu kleinen Nagern. Das Beutetier wird dabei in der Wohnröhre mit den Beißklauen geknetet und mit dem Gift und Verdauungssekreten aufgelöst. Der Nahrungsbrei wird dann über die spaltförmige Mundöffnung aufgesogen. Während dieses Vorgangs legt die Spinne die Beute immer wieder auf einen gesponnenen Fressteppich und spinnt Fäden darüber. Was genau der Zweck dabei ist, ist unbekannt. Mögliche Erklärungsversuche gehen von besserer Verdaubarkeit der Beute bis zu geringfügiger Desinfektion der Beute durch antibiotisch wirkende Bestandteile der Spinnseide aus.

## Fortpflanzung
Nach der Reifehäutung spinnt das Männchen ein sogenanntes Spermanetz, ein Gespinst zwischen zwei nahe beieinanderliegenden Gegenständen oder Wänden. Dies ist ein Hilfskonstrukt für die Aufnahme des Samens in das sekundäre Geschlechtsorgan Bulbus. Das Männchen kriecht zuerst unter das Spermanetz und platziert einen Spermatropfen von seiner primären Geschlechtsöffnung des Abdomens unterhalb des Hilfsnetzes. Danach läuft es oberhalb des Netzes und saugt den Tropfen in seine Bulben am Ende der Taster auf.
Abschließend geht es auf Brautschau in der Umgebung und balzt auf seine art- bzw. gattungstypische Weise. Dies ist ein Trommeln der Taster auf den Boden und rhythmische Bewegungen des ganzen Körpers, welche von den Sinneshaaren am Körper der Weibchen als Schallwellen über den Boden wahrgenommen werden können. Ist ein Weibchen in der Nähe, dann wird es ihm entsprechend antworten. Mit dem Altern des Männchens verliert es die Fähigkeit, korrekt zu balzen, und wird vom Weibchen dann nicht mehr als eigene Art erkannt und als Beutetier verwechselt. Hungrige Weibchen versuchen nach dem Geschlechtsakt das Männchen zu fressen. Dies ist bei Vogelspinnen zwar eine Seltenheit, bei Tliltocatl-Arten aber relativ häufig anzutreffen.
Dass die Balzsignale unter Tliltocatl-Arten sehr ähnlich sind, bezeugen viele erfolgreiche Kreuzungsversuche unter künstlichen Bedingungen.
Da die Männchen aktiv auf Suche nach einem Weibchen sind und einen weiten Radius abwandern, werden sie auch schneller Opfer von Raubtieren oder des Straßenverkehrs.
Ein Kokon enthält bis zu 600 Eier.

## Terrarienhaltung
Diese Spinne wird wie viele Tliltocatl-Arten auch in der Terraristik gepflegt. Sie gilt als sehr einfacher, nicht allzu anspruchsvoller Zögling, der sich auch einfach nachziehen lässt. Es gibt in Terrarien häufig Hybride zwischen dieser Art und der Schwarzroten Vogelspinne.